# Територијална аутономија
Територијална аутономија појединих области или регија значи да су избориле посебан статус у држави како би се она и цела држава брже развијале.
Аутономна покрајина је један од облик аутономне административне поделе. Примери су Војводина и Косово и Метохија.

## Где постоји
Ова врста аутономије постоји у многим државама Европе, у:
- Финској (Оландска острва)
- Шпанији (Каталонија, Баскија)
- Италији (Сицилија, Алте Адиђо)
- Данској (Гренланд) итд.

Најчешће се додељује ради стишавања апетита регионалних национализама, омогућавања регионалног планирања, спровођења функционалне децентрализације, постизања неких предности у пореској политици, поспешивања друге урбане револуције итд. Овлашћења веома варирају тако да региони у неким државама имају већа права него јединице неких федералних држава.